# Internazionali d'Italia 1966 - Singolare femminile
Il singolare femminile del torneo di tennis Internazionali d'Italia 1966, ha avuto come vincitrice Ann Haydon-Jones che ha battuto in finale Maria Bueno 8-6 6-1.

## Teste di serie
1. Annette Van Zyl (finale)
2. Ann Haydon-Jones (Campionessa)
3. Judy Tegart (secondo turno)
4. Françoise Dürr (semifinale)

1. Norma Baylon (semifinale)
2. Helga Niessen (quarti di finale)
3. Edda Buding (quarti di finale)
4. Gail Sherriff (quarti di finale)

## Tabellone

### Legenda
| - Q = Qualificato - WC = Wild card - LL = Lucky loser | - ALT = Alternate - SE = Special Exempt - PR = Protected Ranking | - w/o = Walkover - r = Ritirato - d = Squalificato |

### Fase finale
|  | Quarti di finale | Quarti di finale | Quarti di finale | Quarti di finale | Quarti di finale |  |  | Semifinali       | Semifinali       | Semifinali       | Semifinali       | Semifinali       |   |   | Finale          | Finale          | Finale          | Finale | Finale |  |
|  |                  |                  |                  |                  |                  |  |  |                  |                  |                  |                  |                  |   |   |                 |                 |                 |        |        |  |
|  | 1                | Annette Van Zyl  | Annette Van Zyl  | 6                | 6                |  |  |                  |                  |                  |                  |                  |   |   |                 |                 |                 |        |        |  |
|  | 8                | Gail Sherriff    | Gail Sherriff    | 4                | 0                |  |  | Annette Van Zyl  | Annette Van Zyl  | Annette Van Zyl  | 6                | 6                |   |   |                 |                 |                 |        |        |  |
|  | 5                | Norma Baylon     | Norma Baylon     | 6                | 7                |  |  | Norma Baylon     | Norma Baylon     | Norma Baylon     | 3                | 1                |   |   |                 |                 |                 |        |        |  |
|  |                  | Kerry Melville   | Kerry Melville   | 3                | 5                |  |  |                  |                  |                  |                  |                  |   |   | Annette Van Zyl | Annette Van Zyl | Annette Van Zyl | 6      | 1      |  |
|  | 4                | Françoise Dürr   | 6                | 3                | 6                |  |  |                  |                  | Ann Haydon-Jones | Ann Haydon-Jones | Ann Haydon-Jones | 8 | 6 |                 |                 |                 |        |        |  |
|  | 7                | Edda Buding      | 0                | 6                | 4                |  |  | Françoise Dürr   | Françoise Dürr   | Françoise Dürr   | 1                | 2                |   |   |                 |                 |                 |        |        |  |
|  | 2                | Ann Haydon-Jones | Ann Haydon-Jones | 6                | 6                |  |  | Ann Haydon-Jones | Ann Haydon-Jones | Ann Haydon-Jones | 6                | 6                |   |   |                 |                 |                 |        |        |  |
|  | 6                | Helga Niessen    | Helga Niessen    | 2                | 3                |  |  |                  |                  |                  |                  |                  |   |   |                 |                 |                 |        |        |  |